# Quanesha Burks
Quanesha Burks (ur. 15 marca 1995 w Ozark) – amerykańska lekkoatletka specjalizująca się w skoku w dal.
Piąta zawodniczka mistrzostw świata juniorów w Eugene (2014). W 2015 zajęła 8. miejsce na igrzyskach panamerykańskich oraz stanęła na najwyższym stopniu podium mistrzostw NACAC w San José.
Złota medalistka mistrzostw NCAA.
Rekordy życiowe: stadion – 6,98 (23 lipca 2023, Londyn) / 7,06w (23 czerwca 2022, Eugene); hala – 6,81 (4 marca 2018, Birmingham).

## Osiągnięcia
| Rok  | Impreza                       | Miejsce      | Lokata            | Wynik |
| ---- | ----------------------------- | ------------ | ----------------- | ----- |
| 2014 | Mistrzostwa świata juniorów   | Eugene       | 5. miejsce        | 6,04  |
| 2015 | Igrzyska panamerykańskie      | Toronto      | 8. miejsce        | 6,47  |
| 2015 | Mistrzostwa NACAC             | San José     | 1. miejsce        | 6,93  |
| 2016 | Młodzieżowe mistrzostwa NACAC | San Salvador | 1. miejsce        | 6,74  |
| 2017 | Mistrzostwa świata            | Londyn       | el. – 14. miejsce | 6,44  |
| 2018 | Halowe mistrzostwa świata     | Birmingham   | 4. miejsce        | 6,81  |
| 2018 | Mistrzostwa NACAC             | Toronto      | 2. miejsce        | 6,59  |
| 2019 | Mecz Europa – USA             | Mińsk        | 5. miejsce        | 6,48  |
| 2021 | Igrzyska olimpijskie          | Tokio        | el. – 13. miejsce | 6,56  |
| 2022 | Halowe mistrzostwa świata     | Belgrad      | 5. miejsce        | 6,77  |
| 2022 | Mistrzostwa świata            | Eugene       | 4. miejsce        | 6,88  |
| 2022 | Mistrzostwa NACAC             | Freeport     | 1. miejsce        | 6,75  |
| 2023 | Mistrzostwa świata            | Budapeszt    | el. – 16. miejsce | 6,57  |